# Amphicyonidae
Los anficiónidos (Amphicyonidae) son una familia extinta de mamíferos carnívoros, conocidos como perros-oso.

## Taxonomía
Amphicyonidae fue denominada por Haeckel (1886) [también atribuida a Trouessart 1885]. Fue asignado al orden Carnivora por Sach y Heizmann (2001); a Arctoidea por Hunt (2001), Hunt (2002) y Hunt (2002); confirmado como Arctoidea por Zhai et al. (2003) y Carroll (1988), Hunt (1998) y Wang et al. (2005); y a Caniformia por Morlo et al. (2007).

## Evolución geográfica
Durante el Mioceno temprano, una gran cantidad de anficiónidos migraron desde Eurasia hasta Norteamérica. Esos taxones pertenecen a la subfamilia Amphicyoninae. El primero en aparecer fue Ysengrinia, seguido de Cynelos y de Amphicyon. Este flujo de anficiónidos, acompañados por ungulados y pequeños mamíferos, indican un gran intervalo (desde 23 hasta 16,5 Ma) de intercambio de fauna entre Eurasia y Norteamérica en el Mioceno Inferior.

## Clasificación
- Familia Amphicyonidae Haeckel, 1866
  - Subfamilia incerta sedis
    - Género Euoplocyon Matthew, 1924
    - Género Guangxicyon Zhai et al., 2003
      - G. sinoamericanus Zhai et al., 2003 [=Guangxicynodon sinocaliforniae)- Eoceno Superior, Bacia de Bose, Guangxi, China.

    - Género Heducides
    - Género Proamphicyon Hatcher, 1902
    - Género Protemnocyon Hatcher, 1901
      - P. inflatus Hatcher, 1901

    - Género Pseudarctos Schlosser, 1899
      - P. bavaricus

    - Género Symplectocyon Springhorn, 1979
    - Género Harpagocyon
    - Género Aktaucyon
      - Aktaucyon brevifacialis Kordikova et al., 2000 - Mioceno Inferior, Cazaquistão (Daphoeninae?)

  - Subfamilia Amphicyoninae Haeckel, 1866
    - Género Agnotherium Kaup, 1833
      - A. antiquus
      - A. grivense (Viret, 1929)
      - A. kiptalami Morales & Pickford, 2005 - Mioceno Medio, Ngorora, Kenia

    - Género Amphicyon Lartert, 1836 (=Amphicyonops, Progenetta, Miohyaena)
      - A. frendens
      - A. bohemicus
      - A. castellanus
      - A. caucasicus
      - A. galushai
      - A. giganteus
      - A. ingens
      - A. intermedius
      - A. laugnacensis
      - A. longiramus
      - A. major
      - A. pontoni
      - A. reinheimeri
      - A. riggsi
      - A. tairumensis
      - A. ulungurensis

    - Género Amphicyonopsis
      - A. serus (=Amphicyon serus)

    - Género Brachycyon
      - B. reyi (Ginsburg, 1966) - Oligoceno, Europa
      - B. palaeolycos
      - B. gaudryi

    - Género Cynelos Jourdan, 1862
      - C. caroniavorus
      - C. crassidens
      - C. helbingo
      - C. idoneus
      - C. jourdan
      - C. lemanensis
      - C. pivetaui
      - C. rugosidens
      - C. schlosseri
      - C. sinapius

    - Género Cynodictis
      - C. lacustris

    - Género Euroamphicyon
      - E. olisiponensis

    - Género Gobicyon
      - G. macrognathus
      - G. zhegalloi

    - Género Guangxicyon Zhai et al., 2003
      - G. sinoamericanus

    - Género Haplocyon Schlosser, 1901
      - H. elegans
      - H. crucians

    - Género Haplocyonoides Hürzeler, 1940
      - H. mordax
      - H. serbiae
      - H. ponticus

    - Género Haplocyonopsis De Bonis, 1973
    - Género Harpagocyon
    - Género Heducides
    - Género Ischyrocyon
      - I. gidleyi

    - Género Paradaphoenus Wortman & Matthew, 1899
      - P. cuspigerus
      - P. minimus
      - P. tooheyi

    - Género Pericyon
      - Pericyon socialis (=Daphoenus socialis) - Oligoceno, Whitneyano, EE. UU.

    - Género Pliocyon
      - P. medius Matthew, 1918 - Mioceno Inferior y Medio, EE. UU.
      - P. robustus Berta & Galiano, 1984 - Mioceno Medio, Barstoviano o Clarendoniano, EE. UU.

    - Género Proamphicyon
    - Género Protemnocyon Hatcher, 1901
    - Género Pseudarctos Schlosser, 1899
      - P. bavaricus

    - Género Pseudamphicyon Schlosser, 1887
      - P. bavaricus

    - Género Pseudocyon
      - P. sansaniensis Lartet, 1851 - Mioceno Inferior (MN 2- MN 7), Francia, Portugal.
      - P. steinheimensis
      - P. styriacus (=Amphicyon styriacus)

    - Género Pseudocyonopsis Kuss, 1965
      - P. ambiguus
      - P. antiquus
      - P. quercensis (=Cynelos quercensis)

    - Género Symplectocyon Springhorn, 1979
    - Género Ysengrinia Ginsburg, 1965
      - Y. americana (Wortman, 1901) - EE. UU.
      - Y. depereti
      - Y. geraniana (Viret, 1929) [=Pseudocyon gerandianus] - St.-Gérand-le-Puy, Francia
      - Y. ginsburg
      - Y. tolosana

    - Género Crassidia Heizmann & Kordikova, 2000
      - Crassidia intermedia (von Meyer, 1849) (=Amphicyon intermedius) - Aquitaniano, Süsswasserkalk, Alemania,
      - Crassidia crassidens (=Cynelos crassidens) (Viret, 1929)

    - Género Magericyon Peigné et al., 2008
      - Magericyon castellanus (Ginsburg et al., 1981)
      - Magericyon anceps Peigné et al., 2008 - Mioceno Superior (Valesiano, MN9-MN10), España.

  - Subfamilia Daphoeninae Lartet, 1836 (Norteamérica)
    - Género Adilophontes Hunt, 2002
      - A. brachykolos Hunt, 2002 - Mioceno Inferior, Arikareeano, Wyoming, EE. UU.

    - Género Borocyon
    - Género Brachyrhyncocyon
      - B. dodgei
      - B. montanus

    - Género Daphoenictis Hunt, 1974
      - D. tedfordi Hunt, 1974 - Eoceno Superior, Duchesneano y Chadroniano, EE. UU.

    - Género Daphoenodon Peterson, 1909
      - D. falkenbachi Hunt, 2002 - Mioceno Inferior, Arikareeano, EE. UU.
      - D. notionastes Frailey, 1979
      - D. robustum
      - D. periculosus
      - D. skinneri Hunt, 2002 - Mioceno Inferior, Arikareeano, EE. UU.
      - D. superbus (Peterson, 1907)

    - Género Daphoenus Leidy, 1853
      - D. dodgei o Daphoenocyon dodgei
      - D. felinus
      - D. hartshornianus (Cope, 1873) - Chadroniano a Orellano
      - D. inflatus
      - D. lambei
      - D. nebrascensis
      - D. socialis
      - D. transversus
      - D. vetus Leidy, 1853 - Oligoceno, Chadroniano a Orellano, EE. UU.

    - Género Paradaphoenus Wortman & Matthew, 1899
      - P. cuspigerus (Cope, 1878) (="Amphicyon" entoptychi) - Arikareeano, EE. UU.
      - P. minimus (Hough, 1948) (=Daphoenus minimus)- Orellano, EE. UU.
      - P. tooheyi Hunt, 2001 - Whitneyano a Arikareeano, EE. UU.

  - Subfamilia Temnocyoninae[6] Hunt, 1998 (Norteamérica)
    - Género Delotrochanter[6] Hunt, 2011
      - D. major
      - D. oryktes (especie tipo)
      - D. petersoni

    - Género Mammacyon Loomis, 1936
      - M. ferocior
      - M. obtusidens (especie tipo)

    - Género Rudiocyon[6] Hunt, 2011
      - R. amplidens

    - Género Temnocyon Cope, 1878
      - T. altigenis (especie tipo)
      - T. ferox
      - T. fingeruti
      - T. macrogenys
      - T. percussor
      - T. subferox

  - Subfamilia Thaumastocyoninae